# Березовець Дмитро Тарасович
Дмитро́ Тара́сович Березове́ць (18 жовтня 1910, Новоград-Волинський — 29 травня 1970, Київ) — український радянський археолог, кандидат історичних наук, фахівець зі старожитностей черняхівської культури і східних слов'ян другої половини I тис. н. е. (першовідкривач волинцевської і пеньківської археологічних культур — гіпотетично «антів» античних джерел).

## Життєпис
Народився в родині вчителя початкових шкіл Тараса Пилиповича Березовця та його дружини акушерки. У 1925 р. закінчив навчання у Бердичівській профтехшколі і здобув фах слюсаря. З 1928 р. працював вчителем у с. Сахни Ружинського району Житомирської області, викладачем у системі навчальних закладів Укржитлобуду.
У 1941 році завершив навчання у Військовій академії механізації та моторизації ім. Й. В. Сталіна Червоної армії, та працював викладачем 2-го Ульяновського танкового училища.
Початок археологічної діяльності Д. Т. Березовця (тоді вчителя сільської школи) пов'язане з участю в розкопках Райковецького городища (1929—1930 рр.). Надалі працював лаборантом Бердичівського музею. З початком Другої світової війни — в Діючій армії. Потрапив у полон до німців під час найтяжчих відступальних боїв Червоної армії в 1941 р.. Перебуваючи у фашистському концтаборі, очолив загін опору. Втік до Австрії, де став комендантом табору для переміщених осіб «Клюбервізен» (Брауншвайґ). Після звільнення з полону звільнено з військової служби. Після демобілізації у 1946 р. у званні майора танкових військ стає молодшим науковим співробітником Інституту археології АН УРСР.
З 1947 р. до середини 1960-х рр. вів розкопки археологічного комплексу поблизу с. Волинцеве на Путивльщині, що став опорним пам'ятником для характеристики особливої археологічної культури ранніх слов'ян Дніпровського Лівобережжя — волинцевської (другої половини VIII в., часу виплати хозарської данини слов'янськими об'єднаннями Дніпровського Лівобережжя — сіверянами, радимичами і в'ятичами). Протягом двох сезонів у 1950-1951 років досліджував курганний могильник Волокитинського городища. За цей час розкопано 8 курганів. У половині з них слідів поховань не виявлено, решта містили поховання за обрядом кремації та інгумації. Учений відніс могильник до сіверянських старожилностей і датував VII—IX ст.
З 1956 р. виявляє і вивчає поселення VI—VIII ст. у нижній течії р. Тясмину біля с. Пеньківки Кіровоградської області. Ця пам'ятка, у свою чергу, зіграла ключову роль в атрибуції нової для археологів культури — пеньківської. Ця культура була згодом співвіднесена багатьма фахівцями з антами античних джерел про ранніх слов'ян.
Відкривши волинцевську і пеньківську культури і проробивши перший досвід з їх тлумачення, Д. Т. Березовець поклав початок історичному поясненню в той час найбільш темних для радянських археологів відрізків розвитку Лівобережного регіону, в тому числі і Курського Посейм'я в VII—VIII ст..
У 1969 р. в м. Москві захистив кандидатську дисертацію, яка була присвячена інтерпретації племінного союзу сіверян, чимала частина пам'яток якого розташовується на території сучасної Курської області (роменська археологічна культура).
В останні роки життя займався вивченням пам'яток салтівської культури (археологічної основи Хазарії), які з півдня межували з роменськими пам'ятками сіверян Посейм'я.
Таким чином, працями Д. Т. Березовця виведено на новий рівень вивчення процесів історичного розвитку Курського краю і суміжних йому територій в переддержавний період останньої третини I тис. н. е.. На даний час цю історико-археологічну тематику стосовно Посейм'я і Попсілля розробляють шерег археологів, починаючи з А. М. Обломського (Москва) і О. А. Щеглової (Санкт-Петербург).

## Найвідоміші праці
Залишив 50 наукових публікацій.
- Черняховская культура и культура славянских племен VI—VIII вв. // КСИА, 1970, в. 121;
- Слов'яни і племена салтівської культури // А., Т. 19, 1965;
- Харківський скарб (VII—VII ст.) // А., Т. 6, 1952;
- Поселения уличей на р. Тясмине // МИА, 1963, № 108;
- О датировке черняховской культуры // СА, 1963, № 3;
- Лохвицкий могильник // КСИАУ, 1957, в. 7;
- Археологические памятники летописных северян // КСИАУ, 1953, в. 2;
- Дослідження слов'янських пам'яток на Сеймі в 1949—1950 рр. // АП, 1955, Т. 5.
- Березовець, Д. Т., Березанська, С. С. (1961) ‘Поселення і могильник епохи бронзи біля с. Нижній Рогачик’, Археологічні пам’ятки УРСР, (Х), сс. 40–45.